# Alexander van Lincoln
Alexander van Lincoln (overleden februari 1148) was een middeleeuws bisschop van Lincoln. Hij stamde uit een familie die meerdere administratieve en kerkelijke hoogwaardigheidsbekleders voortbracht. Hij was de neef van Roger van Salisbury, bisschop van Salisbury en kanselier van Engeland onder koning Hendrik I. Ook had hij familiebanden met Nigel, de bisschop van Ely. Opgeleid in Laon diende Alexander in de vroege jaren 1120 in het bisdom van zijn oom Roger als aartsdiaken. In tegenstelling tot zijn familieleden bekleedde hij voor zijn benoeming tot bisschop van Lincoln in 1123 geen regeringsambten. 
Alexander werd na zijn verheffing tot het episcopaat een frequente bezoeker van het hof van koning Hendrik I. Hij was vaak getuige op koninklijke documenten. Ook diende hij in Lincolnshire als koninklijk rechter. In 1135 kreeg hij van Hendrik toestemming om Newark Castle te bouwen en er munten te slaan.